# گمینا گوومین-اوشرودک
گمینا گوومین-اوشرودک (به لهستانی:  Gmina Gołymin-Ośrodek) یک گمینا در لهستان است که در شهرستان چیخانوف واقع شده‌است. گمینا گوومین-اوشرودک ۱۱۰٫۵۵ کیلومتر مربع مساحت و ۳٬۹۳۴ نفر جمعیت دارد.